# غرينفيل (ويسكونسن)
غرينفيل (بالإنجليزية: Greenville, Wisconsin)‏ هي بلدة تقع في مقاطعة أوتاغامي (ولاية ويسكونسن) بولاية ويسكونسن في الولايات المتحدة. تأسست عام 1848، تبلغ مساحتها  (كم²)، وترتفع عن سطح البحر 252 م، بلغ عدد سكانها 10309 نسمة في عام 2010 حسب إحصاء مكتب تعداد الولايات المتحدة وتصل الكثافة السكانية فيها 73.8 نسمة/كم2.

## وصلات خارجية
- www.townofgreenville.com
- The US50 - Cities and Towns in Wisconsin State
- Wisconsin Cities and Towns, Facts, Map, Flag, Colleges, Government, and More